# Église de Vä
L'église de Vä (en suédois Vä kyrka), parfois appelée église Sainte-Marie de Vä (Mariakyrkan i Vä), est un édifice religieux de style roman, situé dans le village de Vä, dans la région méridionale de Scanie, en Suède. Cette église luthérienne relève de l’Église de Suède et bénéficie d’un classement patrimonial en tant que monument historique.
Sa construction remonte au début du XIIe siècle, à une époque où la Scanie faisait encore partie du royaume du Danemark. L’initiative de sa fondation revient très probablement à un membre de la famille royale danoise, peut-être la reine Margrete Fredkulla. L’église adopte alors un plan typique de l’architecture romane : une nef centrale, un chancel terminé par une abside, et deux tours dressées à l'ouest. Peu de temps après son édification, l’église est donnée à un ordre de chanoines Prémontrés, qui en font l’église de leur monastère jusqu’en 1213. Malgré cette fonction monastique, elle conserve son rôle d’église paroissiale pour la population de Vä, réunissant ainsi deux usages religieux distincts. Vers la fin du Moyen Âge, une troisième tour vient compléter l’ensemble, apportant une nouvelle dimension à sa silhouette. En 1593, l’église est agrandie, sans doute pour répondre à l’évolution des besoins de la paroisse. Au début du XIXe siècle, les deux tours ouest sont démolies, probablement en raison de leur état de détérioration ou de nouveaux choix esthétiques. Une restauration approfondie est entreprise dans les années 1960, permettant de mettre en valeur l’architecture d’origine tout en assurant la préservation de son statut patrimonial religieux.
L’église figure parmi les plus anciennes constructions religieuses en pierre de Suède et présente de nombreuses similitudes avec la cathédrale de Lund, bâtie à peu près à la même période. Si plusieurs sculptures d’origine ont disparu avec le temps, certaines ont néanmoins été préservées. À l’intérieur subsistent des peintures murales, parmi les plus anciennes encore visibles dans une église suédoise. Ces fresques décorent notamment le chancel et l’abside. La voûte en berceau du chancel est ornée de figures tenant des phylactères contenant le Te Deum, un hymne chrétien. Ce thème iconographique, représenté de cette manière, est unique en Suède dans le contexte des peintures murales médiévales. Dans l’abside, une grande fresque représentant le Christ en gloire domine l’espace, affirmant la centralité de cette image dans la liturgie et l’architecture du lieu.

## Localisation
L'église est érigée sur une petite élévation, au sud d'un ruisseau, au cœur d'un cimetière qui lui est dédié. Autrefois, durant le Moyen Âge, le village de Vä, qui s’étend autour d’elle, jouait un rôle commercial notable dans la région et bénéficie des privilèges accordés aux villes. Comme l’ensemble de la Scanie, il faisait alors partie du royaume de Danemark, jusqu’à son rattachement à la Suède par le traité de Roskilde en 1658. Dévastée par les troupes suédoises, la localité est jugée vulnérable par le roi danois Christian IV, qui décide de transférer la population vers un site plus facile à défendre. En 1614, Vä perd son statut de ville et devient un village, tandis que la majorité de ses habitants rejoint Kristianstad, une nouvelle cité fondée à environ sept kilomètres de là.

## Histoire

### Historique de l'édification de l'église
L’église de Vä figure parmi les plus anciennes constructions en pierre de taille encore conservées en Scanie. Des lettres de donation du XIIe siècle, transmises à travers des copies ultérieures, indiquent que l’édifice a été cédé aux chanoines prémontrés par la reine consort Sophie de Polock et son époux, le roi Valdemar Ier, peu après son achèvement,. Fait notable, ces lettres mentionnent le nom de la reine aux côtés de celui du roi, une formulation peu courante à l’époque, qui suggère que l’église et les revenus qui y sont associés pourraient relever de l’héritage personnel de la reine plutôt que du patrimoine royal.

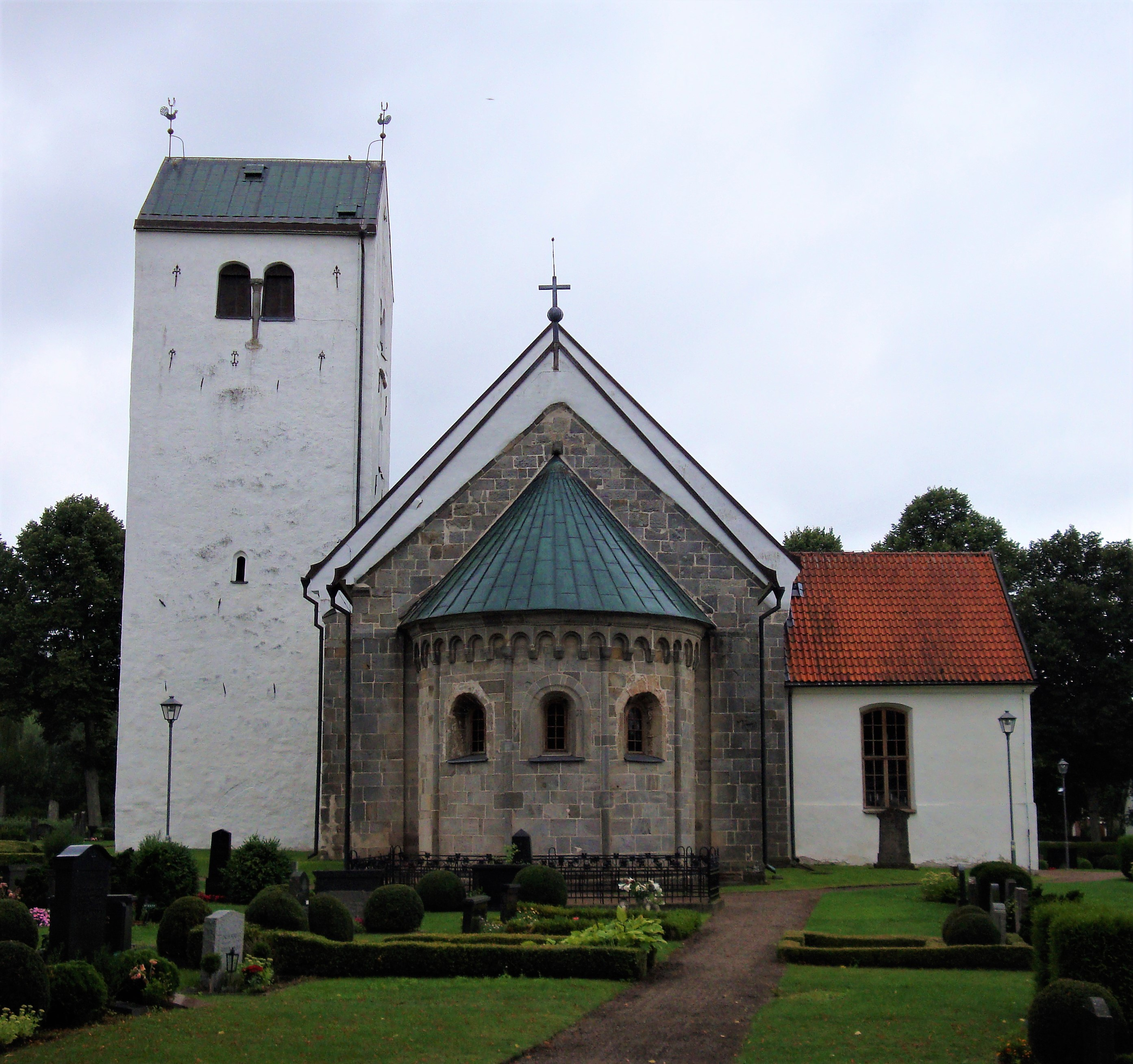
Vue de l'église de Vä depuis l'est, mettant en évidence l'abside.

Il est donc établi que l’église appartenait initialement à la famille royale danoise. Toutefois, l’identité de la personne à l’origine de sa construction reste incertaine, et sa datation exacte continue de susciter des débats. Au cours des travaux de restauration menés dans les années 1960, un fragment de parchemin est découvert à l’intérieur d’une boîte de plomb dissimulée dans l’autel médiéval. Ce document porte une date que les chercheurs interprètent comme étant 1131, probablement celle de la consécration de l’édifice,. Parmi les peintures murales conservées figurent deux portraits de donateurs représentant un roi et une reine. De manière inhabituelle, la reine y apparaît comme la principale bienfaitrice de l’église,. Margrete Fredkulla, morte vers 1130, entretient des liens familiaux avec la Rus' de Kiev et l’Empire byzantin, ce qui pourrait éclairer les influences byzantines perceptibles dans l’architecture de l’édifice. Une inscription runique, aujourd’hui très effacée, se trouve dans le chancel. Bien qu’ardu à déchiffrer, ce texte pourrait mentionner certains parents proches de la reine. L’ensemble de ces indices tend à faire de Margrete Fredkulla la commanditaire probable de l’église,,. Des théories antérieures avaient avancé les noms du roi Knut V, du roi Niels ou de la reine Richezza de Pologne comme commanditaires possibles,,. L’église est initialement dédiée à sainte Marie et aurait vraisemblablement été édifiée à proximité d’un domaine royal,.

### Modifications ultérieures

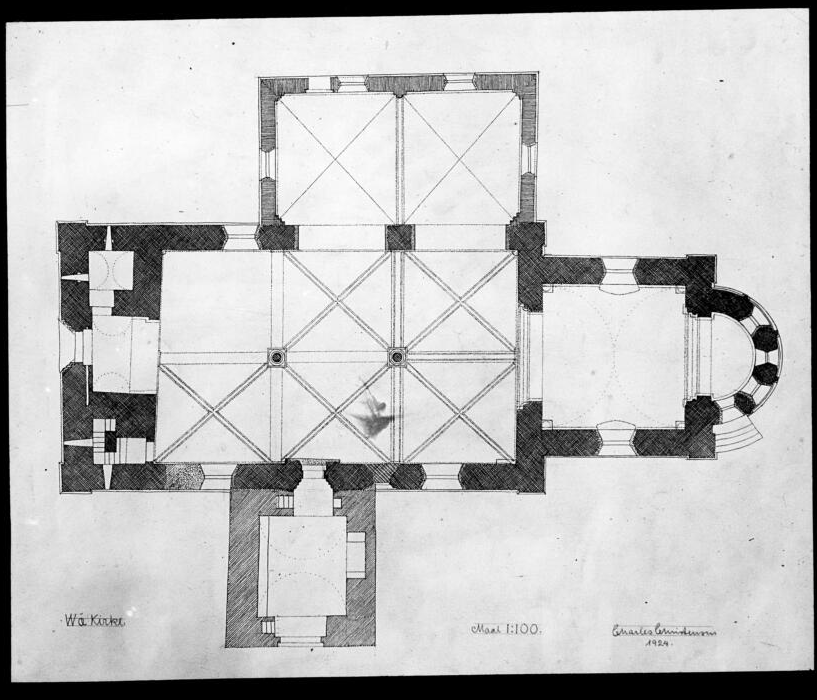
Plan de l'église : les parties originales sont représentées en noir, tandis que les ajouts ultérieurs apparaissent en gris.

L’église se compose à l’origine d’une nef couverte d’un plafond plat en bois, bordée de deux tours à l’ouest, avec une entrée principale située à cet endroit, ainsi qu’un chancel voûté en berceau terminé par une abside. Sa construction s’effectue probablement en deux phases et s’achève au moment où elle est remise aux Prémontrés, dans les années 1160. Elle devient alors l’église du monastère tout en assurant le rôle d’église paroissiale pour le bourg de Vä, et ce probablement tout au long du Moyen Âge. Les Prémontrés apportent peu de transformations : ils construisent une porte au sud, modifient l’entrée ouest et installent peut-être un jubé. En 1213, un incendie dévaste l’édifice, poussant les moines à s’installer ailleurs, sur le site qui deviendra le château de Bäckaskog. 
Au XIIIe siècle, les voûtes remplacent le plafond en bois de la nef, les murs sont surélevés et les pignons deviennent plus raides. Une troisième tour, qui est la seule à avoir été conservée, est construite à la fin du Moyen Âge pour abriter les cloches. En 1593, l’église est agrandie vers le nord. Les fenêtres, qui sont agrandies progressivement au fil des siècles, prennent probablement leur forme définitive en 1781. En 1804, les deux tours ouest sont démolies et, en 1810, un nouvel incendie cause des dégâts. Tout au long du XIXe siècle, plusieurs projets de restauration sont envisagés. L’intérieur est entièrement badigeonné à la chaux, et en 1854 le chancel reçoit des décors néoclassiques sur ses murs et son plafond. Des plans pour une rénovation complète sont établis dans les années 1920, mais c’est seulement dans les années 1960 que l’église est restaurée et fait l’objet d’une étude archéologique.

## Architecture
L’église de Vä est construit à la même période que la cathédrale de Lund, située à une soixantaine de kilomètres. De nombreuses observations soulignent les similitudes entre ces deux édifices,. Leur allure imposante, la finesse du travail des artisans et plusieurs caractéristiques stylistiques rapprochent nettement l’église de Vä de la cathédrale. En particulier, l’abside ainsi que les motifs décoratifs, influencés par l’architecture lombarde de l’époque, rappellent clairement ceux que l’on retrouve à Lund.

### Extérieur

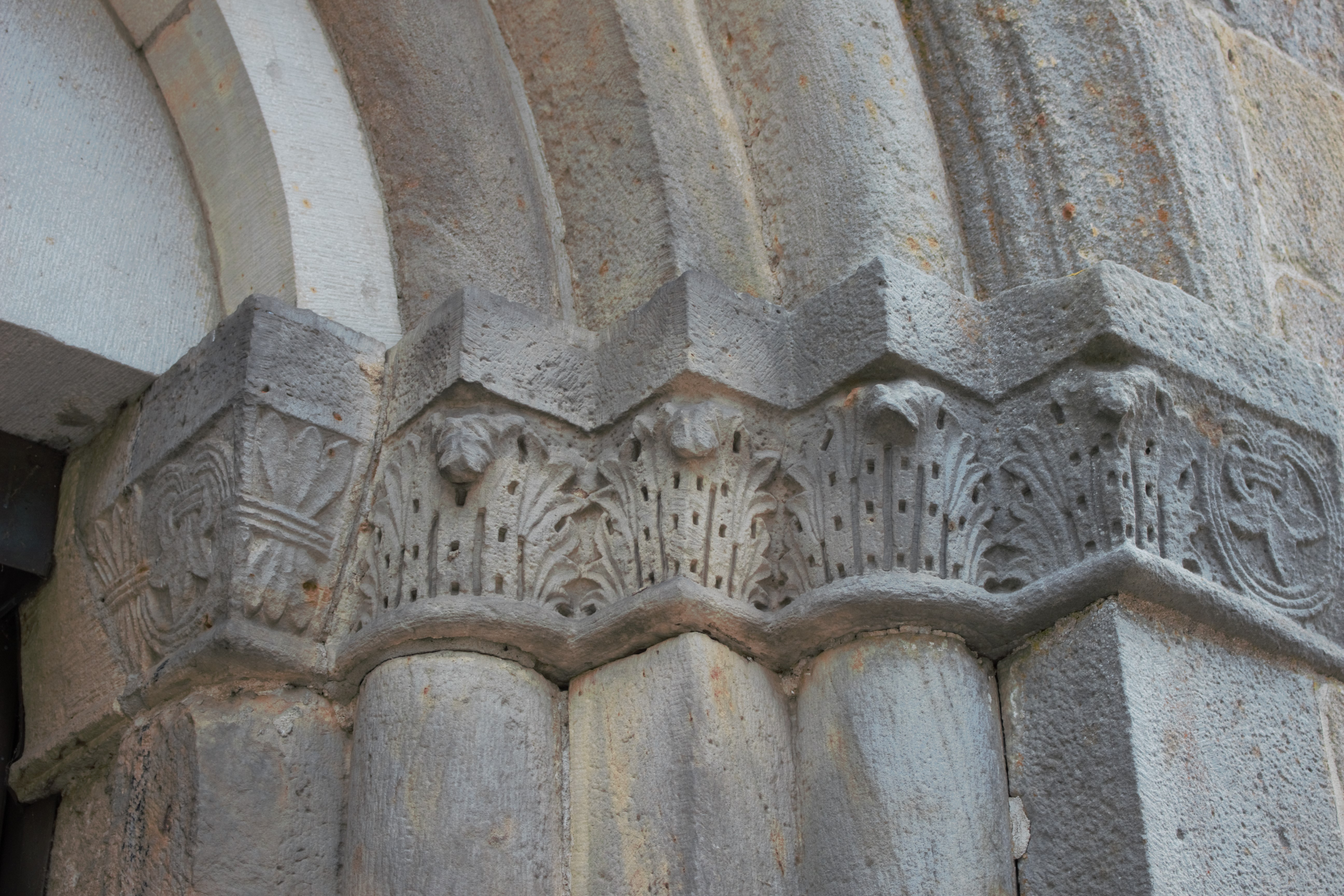
Les chapiteaux sud de l'entrée principale.

Les parties les plus anciennes de l’édifice se distinguent clairement des ajouts plus récents, recouverts d’un badigeon blanc. À l’inverse, les éléments d’origine sont bâtis en pierres de taille finement sculptées, issues d’un grès grisâtre. L’église, dans sa configuration definitive, se compose d’une nef qui englobe la base des anciennes tours ouest, d’un chancel et d’une abside. La seule tour médiévale tardive encore préservée s’appuie sur la nef, vers le milieu de sa façade sud. L’extension réalisée en 1593, large de deux travées, prolonge la nef vers le nord. La longueur totale de l’édifice atteint 36 mètres.
La façade de la nef et du chancel présente des lésènes aux angles, tandis qu’une série de modillons soutient la corniche à la hauteur des murs d'origine. La partie haute des murs de la nef, ajoutée ultérieurement, est également recouverte d’un badigeon blanc. L’abside est divisée par quatre colonnettes étroites, accompagnées de doubles rangées de modillons, et surmontée d’une corniche plus prononcée qui porte la toiture. À l’origine, l’église comportait trois portails. Le portail ouest, encore en grande partie préservé, sert toujours d’entrée principale. Le portail nord a disparu, tandis que celui du sud a été transformé et relie aujourd’hui la sacristie, située à la base de la tour, à la nef. Le portail ouest est un arc en plein cintre décorée de chapiteaux sculptés, ornés de motifs végétaux au sud et de sculptures figuratives au nord. Le portail sud, visible uniquement depuis l’intérieur de la sacristie, possède lui aussi une décoration sculptée. Quant au portail nord, il ne subsiste plus que son tympan orné, découvert lors des rénovations menées dans les années 1960, dont le style rappelle fortement celui des sculptures de la cathédrale de Lund. Quatre pierres sculptées d’origine, représentant des animaux fantastiques et des symboles religieux, sont intégrées dans la partie est de la façade. En 1945, il est révélé que la girouette du toit est en fait un aquamanile roman, figurant un chevalier à cheval, qui date de l’époque de construction de l’église. Ce chef-d’œuvre, l’un des deux seuls connus en Suède, est restauré puis exposé à l’intérieur de l’édifice. Une réplique simplifiée est créée pour le remplacer en tant que girouette.

### Intérieur

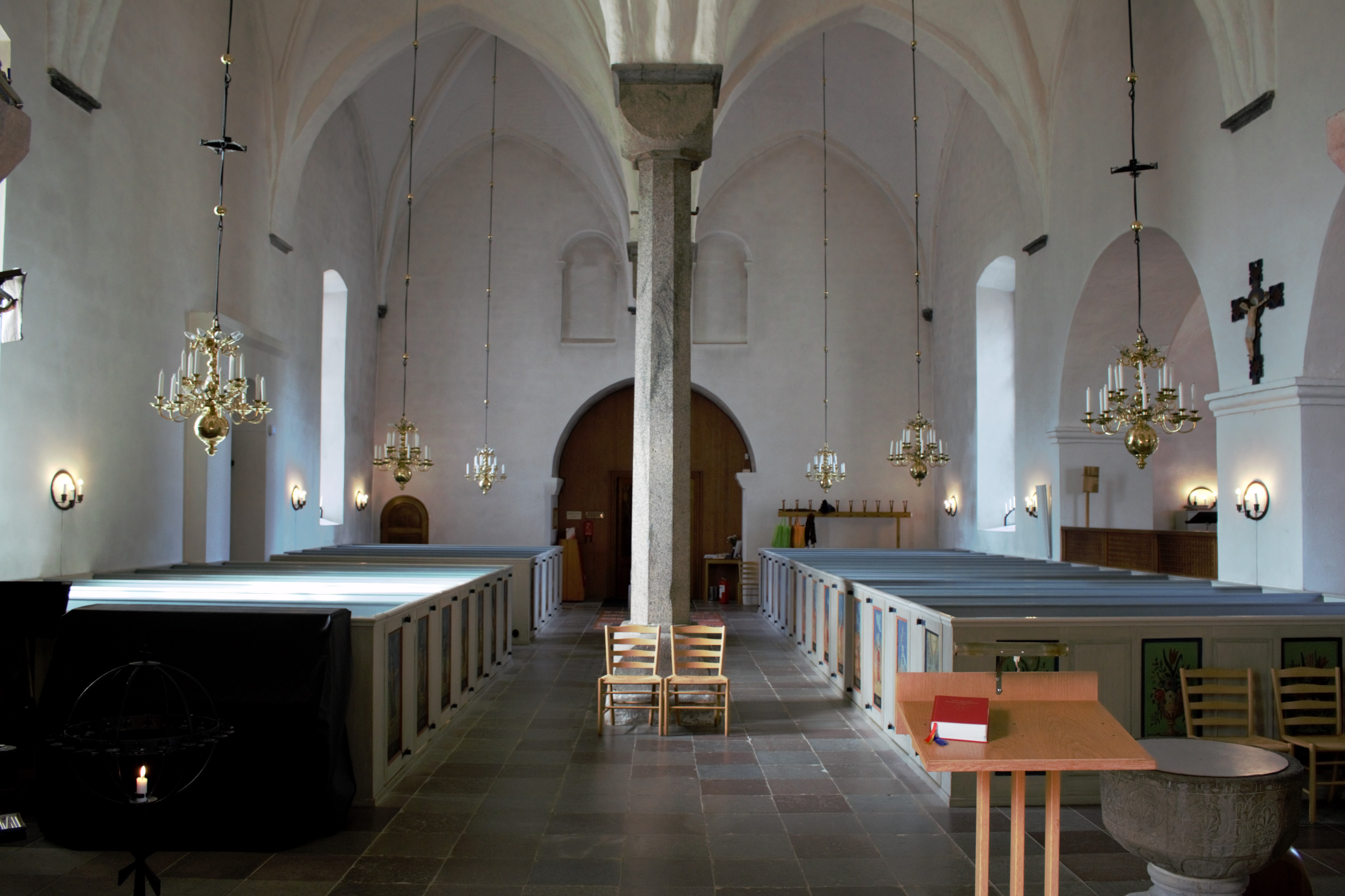
Vue de la nef depuis le chancel, en direction de l'ouest.

L’intérieur présente son meilleur état de conservation à l’est, où se situent le chancel et l’abside. Le chancel repose sous une voûte en berceau d’origine et l’abside se déploie en cul-de-four. Aux quatre angles du chancel, quatre chapiteaux sculptés subsistent encore. Ils semblent avoir été conçus pour soutenir une voûte d'ogives cependant jamais réalisée. La nef s’organise autour de deux piliers centraux qui portent six voûtes d’ogives, édifiées au XIIIe siècle. Au cours de l’agrandissement vers le nord entrepris en 1598, une large portion du mur nord d'origine a été abattue, donnant naissance à un transept nord plus compact. La jonction entre nef et chancel s’opère sous un ample arc en plein cintre, qui date lui aussi de la construction d'origine. À l’ouest, l’entrée principale s’adosse à l’emplacement des deux tours aujourd’hui disparues, démolies au début du XIXe siècle. Au-dessus de cette porte, une petite pièce servait vraisemblablement de tribune, qui offre à la famille royale la possibilité de suivre la messe à l’écart de l’assemblée des fidèles.

## Peintures murales
L'église de Vä renferme parmi les plus anciens — voire les tout premiers — décors muraux connus en Suède. Leur qualité est jugée « excellente, même en comparaison avec le reste de l’Europe ». Leur style s'inscrit dans la tradition italo-byzantine, comparable notamment aux fresques de la chapelle des moines de Berzé-la-Ville en France, à celles de la chapelle Saint-Gabriel de la cathédrale de Canterbury en Angleterre, ou encore à la rotonde de Znojmo en Tchéquie,. Ils présentent de fortes affinités stylistiques avec les peintures de l’église Sigwardskirche à Wunstorf, en Allemagne. Ces caractéristiques pourraient provenir d’Europe de l'Est, vraisemblablement transmises par les nombreux échanges personnels entre la famille royale danoise et la noblesse de la Rus' de Kiev. 
Ces fresques couvrent l’ensemble du plafond du chancel, le mur ouest du chœur ainsi que l’abside. La demi-coupole de l’abside illustre le Christ en gloire, assis sur un arc-en-ciel dont la Terre constitue le marchepied. Sa main droite est levée dans un geste de bénédiction, tandis que la gauche tient un livre. Il porte une aube ornée de détails bleus, décorée de clavi, ces bandes dorées qui signalaient à l’origine la majesté de l’empereur romain, mais ici évoquent le Seigneur des cieux. Il est entouré par les symboles des Quatre évangélistes. Cette représentation est typique de l’art roman primitif dans le sud de la Suède, mais la peinture s’avère plus vaste que la moyenne, réalisée avec des pigments d’une rare qualité et d’un coût élevé, ce qui pourrait refléter la décoration originelle de l’abside de la cathédrale de Lund,. Sous la demi-coupole, des fresques très dégradées montrent, sur le mur nord, ce qui semble être un archange ainsi que la Vierge Marie. Sur le mur situé entre l’abside et le chancel apparaissent les figures d’au moins deux prophètes.

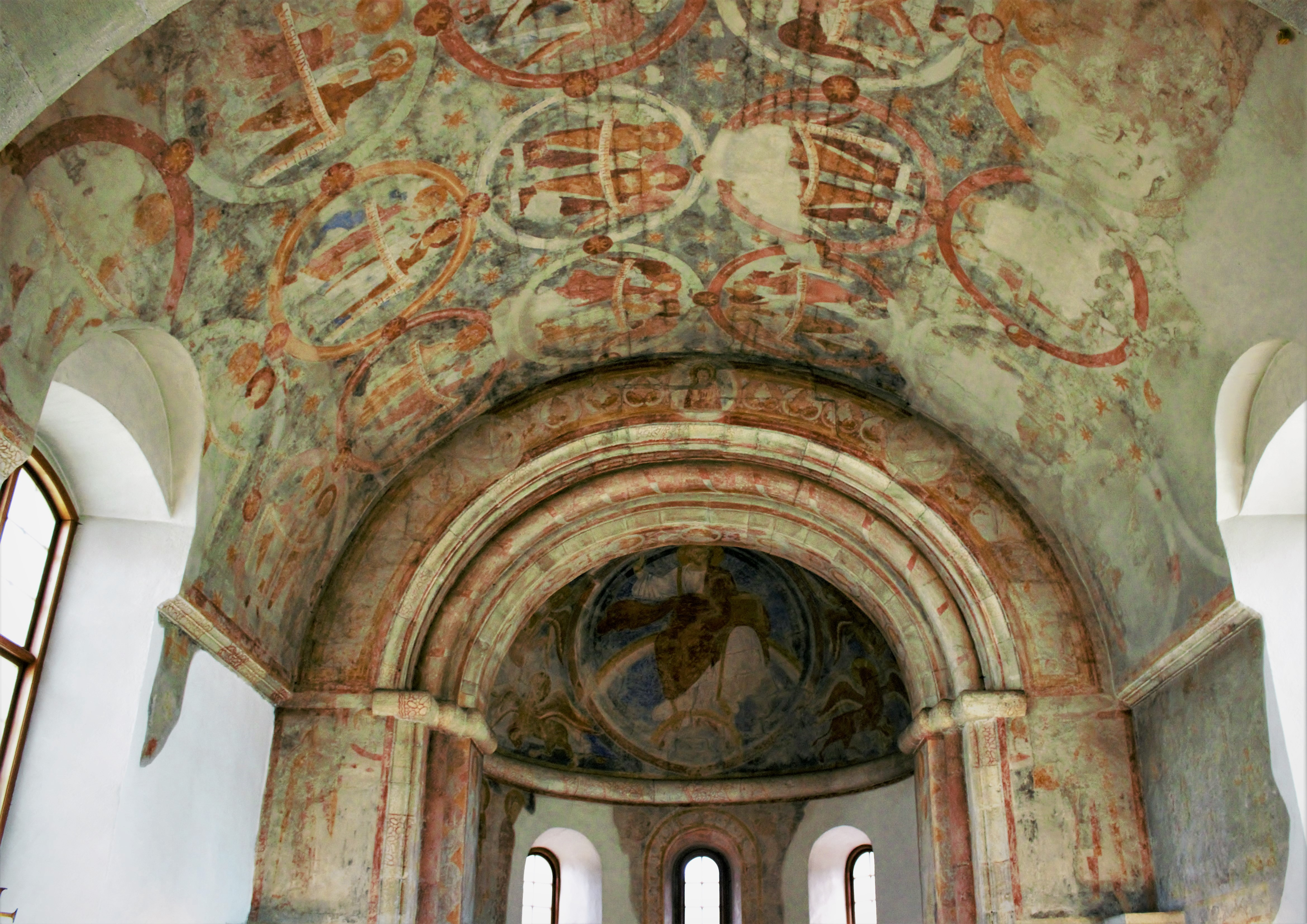
Le chancel voûté en berceau, orné de ses fresques.

La voûte en berceau du chancel est décorée de vingt-quatre médaillons circulaires représentant des anges, des apôtres et des saints, chacun tenant un phylactère portant le texte de l'hymne chrétien Te Deum. Ces médaillons sont organisés en six rangées de quatre, inscrits dans un fond figurant le ciel céleste, peint en bleu et orné d’étoiles dorées. Chacun est encadré de cercles concentriques qui rappellent la mandorle entourant le Christ dans l’abside, établissant ainsi une continuité iconographique. Les figures représentées alternent vêtements somptueux et habits plus modestes, ce qui pourrait refléter une hiérarchisation symbolique ou liturgique. L’ensemble du programme iconographique vise à souligner des éléments centraux de la liturgie chrétienne. Le mur est du chancel, tourné vers l’abside, conserve deux portraits de donateurs figurant un roi et une reine, tous deux vêtus de riches habits d’inspiration byzantine, ce qui suggère à la fois leur statut et l’influence artistique orientale perceptible dans l’ensemble du décor.
Ces peintures murales ont été recouvertes d'un badigeon blanc à une époque indéterminée. En 1854, les fresques de l’abside sont mises au jour et font l’objet d’une première tentative de restauration. Une restauration plus complète est entreprise à partir de 1963, sous la direction de Våga Andersson-Lindell, et se poursuit pendant trois années. Cette intervention vise à préserver et restituer l'intégrité du décor peint.

## Mobilier liturgique
La cuve baptismale de l'église est une copie de l'original, transféré en 1867 au musée historique de Stockholm. La pièce authentique, datée entre 1175 et 1225, présente un décor floral et une portion du texte du Je vous salue Marie. Sur le mur nord de la nef est suspendue une croix en bois, que les critères stylistiques permettent de dater aux alentours de l'an 1400. Lors de la restauration de l'édifice, un retable en bois datant de 1674 est déplacé du chancel vers l'allée nord. Le panneau central du retable représente la Cène, tandis que la partie supérieure arbore les armoiries du gouverneur de comté Magnus Durell ainsi que celles du royaume de Suède. Étant donné que la province a été conquise sur le Danemark par la Suède en 1658, l'installation de ce retable prend également une dimension politique. La chaire en bois, réalisée en 1630, présente sur ses côtés des sculptures des quatre évangélistes. L'autel de l'église de Vä, qui subsiste encore, est conçu en 1966. Il s'accompagne d'une croix dorée façonnée par l'orfèvre Sven Arne Gillgren.

## Usage et statut patrimonial
L’église de Vä relève de l’Église de Suède. Elle constitue l’un des deux lieux de culte de la paroisse de Vä-Skepparslöv, intégrée au diocèse de Lund. Cette paroisse appartient elle-même au groupement pastoral de Vä-Skepparslöv, qui réunit trois paroisses et un total de cinq églises dans la région. Des offices y sont célébrés régulièrement, et l’édifice est ouvert quotidiennement aux visiteurs durant la saison estivale. L’église fait l’objet d’un classement au titre des monuments historiques.